# 澤田汐音
澤田 汐音（さわだ しおね、1998年7月17日 - ）は、日本の女優、モデル。北海道出身。以前はスターダストプロモーションに所属していた。

## 略歴
2012年から2015年にかけて雑誌「ニコラ」の専属モデルを務め、2015年8月号から2017年にかけてPopteenの専属モデルとして活躍。2013年には『非公認戦隊アキバレンジャー シーズン痛』の 2代目アキバブルー役で、本格的に女優デビュー。 ガールズバンド「Le Lien」のボーカル＆ギターを担当し、武道館公演を目標に音楽活動もしていた。2014年には『めざましテレビ』イマドキにてイマドキガールとしても活躍。
2017年9月に事務所を退社、同年11月に結婚を報告し、それ以降は芸能界から遠ざかっている。

## 人物
好きな食べ物はメロンパンと明太子、嫌いな食べ物は焼肉。

## 出演

### テレビドラマ
- 非公認戦隊アキバレンジャー シーズン痛（2013年4月5日 - 6月28日、BS朝日） - 石清水ルナ / アキバブルー 役
- 大河ドラマ 八重の桜（2013年、NHK） - 山川美和 役
- みらい!フィールドハンター（2013年7月、NHK Eテレ） - セセリーヌ 役

### 情報番組
- めざましテレビ「イマドキ」（2014年4月 - 2015年3月、フジテレビ） - イマドキガール
- 原宿AbemaNews（2016年4月14日 - 2017年6月、AbemaTV） - 木曜担当MC

### WEBドラマ
- ハズカム（2012年5月5日、NHKワンセグ2）

### 雑誌
- ニコラ（2012年7月号 - 2015年5月号、新潮社） - 専属モデル
- ニコ☆プチ（2009年8月号 - 2012年6月号、新潮社） - 専属モデル
- Popteen（2015年8月号 - 2017年、角川春樹事務所） - 専属モデル

### CM
- パイロット「コレト」
- 川口技研「OKアミド」（2014年）

### ミュージック・ビデオ
- いきものがかり「ラブソングはとまらないよ」（2014年）[5]

### DVD
- オムニバスホラーDVD『ヒトコワ-ほんとに怖いのは人間-』収録「親の顔がみたい」 - 主人公アケミの友人 役
- オムニバスホラーDVD『怖譚-コワタン-』収録「集金人」 - 主演・瞳 役

### 広告
- セシール「キューポップ」
- 未成年者喫煙防止ポスター
- 牛乳石鹸「スキンライフ」（2013年11月 - 2015年3月）

### 音楽活動
- Le Lien（2013年 - 2016年） - ボーカル・ギター